# Купінін
Купінін (пол. Kupinin) — село в Польщі, у гміні Домб'є Кольського повіту Великопольського воєводства.
Населення — 174 особи (2011).
У 1975-1998 роках село належало до Конінського воєводства.

## Демографія
Демографічна структура станом на 31 березня 2011 року:
|          | Загалом | Допрацездатний вік | Працездатний вік | Постпрацездатний вік |
| -------- | ------- | ------------------ | ---------------- | -------------------- |
| Чоловіки | 85      | 18                 | 61               | 6                    |
| Жінки    | 89      | 12                 | 52               | 25                   |
| Разом    | 174     | 30                 | 113              | 31                   |